# Joanna Duda
Joanna Duda – polska kompozytorka, producentka muzyki do spektakli, pianistka. Reprezentuje twórczość z pogranicza akustyki i elektroniki, wykorzystuje fortepian i układy scalone. Posługuje się improwizacją oraz wizualizacją, tworzy instalacje. Absolwentka Akademii Muzycznej im. Stanisława Moniuszki w Gdańsku w klasie fortepianu (2007).

## Twórczość, osiągnięcia
Artystka związana z: J=J (duet z Jankiem Młynarskim), Trio (wraz z Maksem Muchą i Maksem Andrzejewskim), AuAua oraz Kwintetem Wojciecha Mazolewskiego. Stworzyła instalacje takie jak TRACK(S), video Flow; autorka serii video oraz instalacji „Pamięć Wody''. W latach 2010 oraz 2012 Stypendystka Kulturalna Miasta Gdańska, nominowana również do nagród Gwarancje Kultury 2011 TVP Kultury oraz Grand Prix Melomanii. Stworzyła muzykę do spektakli teatralnych: Station des Corps (w reż. T. Bazana), Balladyny oraz Herb Brecht (obydwa w reż. K. Garbaczewskiego). W 2013 artystka rozpoczęła współpracę z Teatrem Amareya, dla którego tworzyła podkład muzyczny spektakli podczas obchodów 10-lecia teatru (od października do grudnia 2013) – były to: spektakl 2 oraz fetish.wtf z realizacją muzyczną Joanny Dudy. Po 2014 artystka współtworzyła liczne spektakle i performance.
Występowała w: Tokio, Królewcu, Pekinie, Singapurze, Delhi, Szanghaju, Stambule, Bukareszcie, Budapeszcie, Berlinie, Weimarze.
W 2013 wydała autorski album The Best Of, na którym prezentuje przekrój swojej twórczości z dwóch poprzednich lat.

## Życie prywatne
Joanna Duda jest lesbijką. Odmowa wydania Dudzie przez gdański urząd miasta zaświadczenia umożliwiającego wzięcie ślubu za granicą z Anu Czerwińską było szeroko komentowane medialnie.